# Llista d'actors de Pacific Blue
Aquesta és una llista dels actors de la sèrie Pacific Blue.

## Actors principals
- Jim Davidson T.C. Callaway
- Micky Dolenz Alcalde de Santa Monica
- Marcos A. Ferraez Victor Del Toro
- Amy Hunter Jaimie Strickland
- David Lander Elvis
- Mario López Bobby Cruz
- Shanna Moakler Monica Harper
- Rick Rossovich Tony Palermo
- Jeff Stearns Russ Granger
- Paula Trickey Cory McNamara
- Darlene Vogel Chris Kelly

## Actors convidats
- Matthew Ashford
- Peter Barton
- Jason Behr
- Lauralee Bell
- Leslie Bibb
- Beau Billingslea
- Dennis Burkley
- Joseph Campanella
- Mark Lindsay Chapman
- Bailey Chase
- Mystro Clark
- J.J. Cohen
- Dennis Cole
- Ivonne Coll
- Barbara Crampton
- Pat Crowley
- Steffiana de la Cruz
- Anthony De Longis
- Ricky Dean Logan
- Lezlie Deane
- Jonathan Del Arco
- Cliff DeYoung
- Ami Dolenz
- Robert Donner
- John Ducey
- Michael Durrell
- Stacy Edwards
- Carmen Electra
- Shannon Elizabeth
- Erik Estrada
- James Franco
- Gary Frank
- Holly Gagnier
- Joanna García
- Gil Gerard
- Gary Graham
- Dorian Gregory
- Josh Hammond
- Rick Hearst
- Sam Hennings
- Richard Herd
- Joyce Hyser
- Don Jeffcoat
- Sam J. Jones
- Sam Jones III
- Leslie Jordan
- Brian Keith
- Wyatt Knight
- Eric Allan Kramer
- Art LaFleur
- Sarah Lancaster
- James Lesure
- Phill Lewis
- Kristanna Loken
- Marguerite MacIntyre
- Christopher Mayer
- Kent McCord
- Julie McCullough
- Maureen McGovern
- Art Metrano
- Christopher Michael
- Judson Mills
- Daniella Monet
- Devon Odessa
- Ken Olandt
- Susan Olsen
- Robert Pine
- Larry Poindexter
- Kevin Rahm
- Josh Richman
- Holly Robinson
- Wade Robson
- Robin Sachs
- Marco Sanchez
- Angela Shelton
- Deborah Shelton
- Robert A. Silverman
- Rex Smith
- Liza Snyder
- Eric Steinberg
- Skip Stellrecht
- Stu Stone
- Mark L. Taylor
- Robin Thomas
- Tim Thomerson
- Shaun Toub
- Tom Towles
- Shannon Tweed
- Greg Vaughan
- Eddie Velez
- Amy Weber
- Shannon Whirry
- Larry Wilcox
- Lisa Wilcox
- Karen Witter